# 龔美
龔美（962年—1021年），表字世济，益州华阳县（今四川省成都市）人，北宋外戚。
原为益州银匠，事襄王赵元侃，因谨慎得力而被视为亲信。以刘氏献给襄王赵元侃。刘氏后来称自己是武官虎节都指挥使兼嘉州刺史刘通第二女。龔美改姓刘姓，称刘美，并州（今山西省太原市）人，说自己是刘氏的哥哥，刘通的儿子。咸平元年（998年）赵元侃即位为宋真宗，刘美补到三班奉职，又任右侍禁。刘氏封德妃，后为皇后。出为巡检，回朝为閤门袛候。大中祥符二年（1009年）护屯兵于汉州（今四川广汉），后迁洛苑使。後改任嘉州，患病的士卒他供给医药，亲视慰抚。回京后，改任内殿崇班，转任洛苑副使。天禧元年（1017年），迁洛苑使，领勤州刺史。不依附奸恣的宦官周怀政，痛惩周怀政不法的属员。天禧三年（1019年），授龙、神卫四厢都指挥使，领昭州防御使。天禧五年（1021年），迁武胜军节度观察留后，不久病故，赠太师，昭德军节度使。
龔美后娶钱俶之女，钱惟演之妹为妻。

## 延伸阅读
[在维基数据编辑]
 《宋史/卷463》，出自脱脱《宋史》